# Barczatka dębolistna
Barczatka dębolistna, namiotówka dębolistna (Gastropacha quercifolia) – owad z rzędu motyli. Skrzydła o rozpiętości 56–90 mm, ciemnobrunatne. Na skrzydłach przepaski mające formę ciemnych, krótkich kresek tworzących zębate linie.
Owady dorosłe można spotkać od końca czerwca do początku sierpnia. Gąsienice żerują na takich drzewach jak wierzba iwa, śliwa tarnina, leszczyna, kruszyna pospolita, jarząb pospolity i głóg.